# Malberg (Eifel)
Malberg is een plaats in de Duitse deelstaat Rijnland-Palts, en maakt deel uit van de Eifelkreis Bitburg-Prüm.
Malberg telt 553 inwoners en ligt aan de oever van de rivier de Kyll.

## Bestuur
De plaats is een Ortsgemeinde en maakt deel uit van de Verbandsgemeinde Bitburger Land.

## Gemeentekernen
De volgende kernen behoren tot de gemeente:
- Malberg
- Mohrweiler

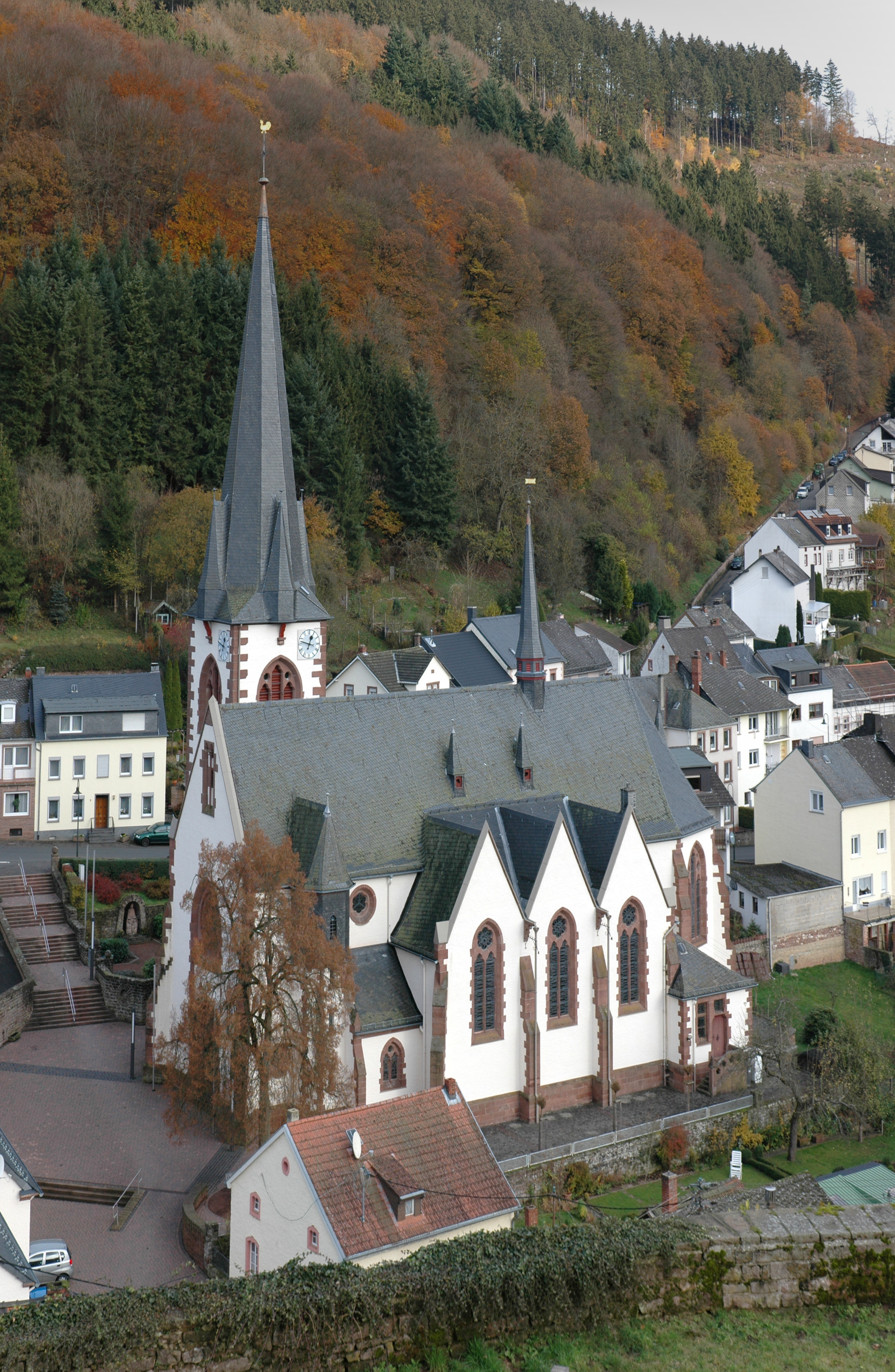
St. Quiriniuskerk, Malberg
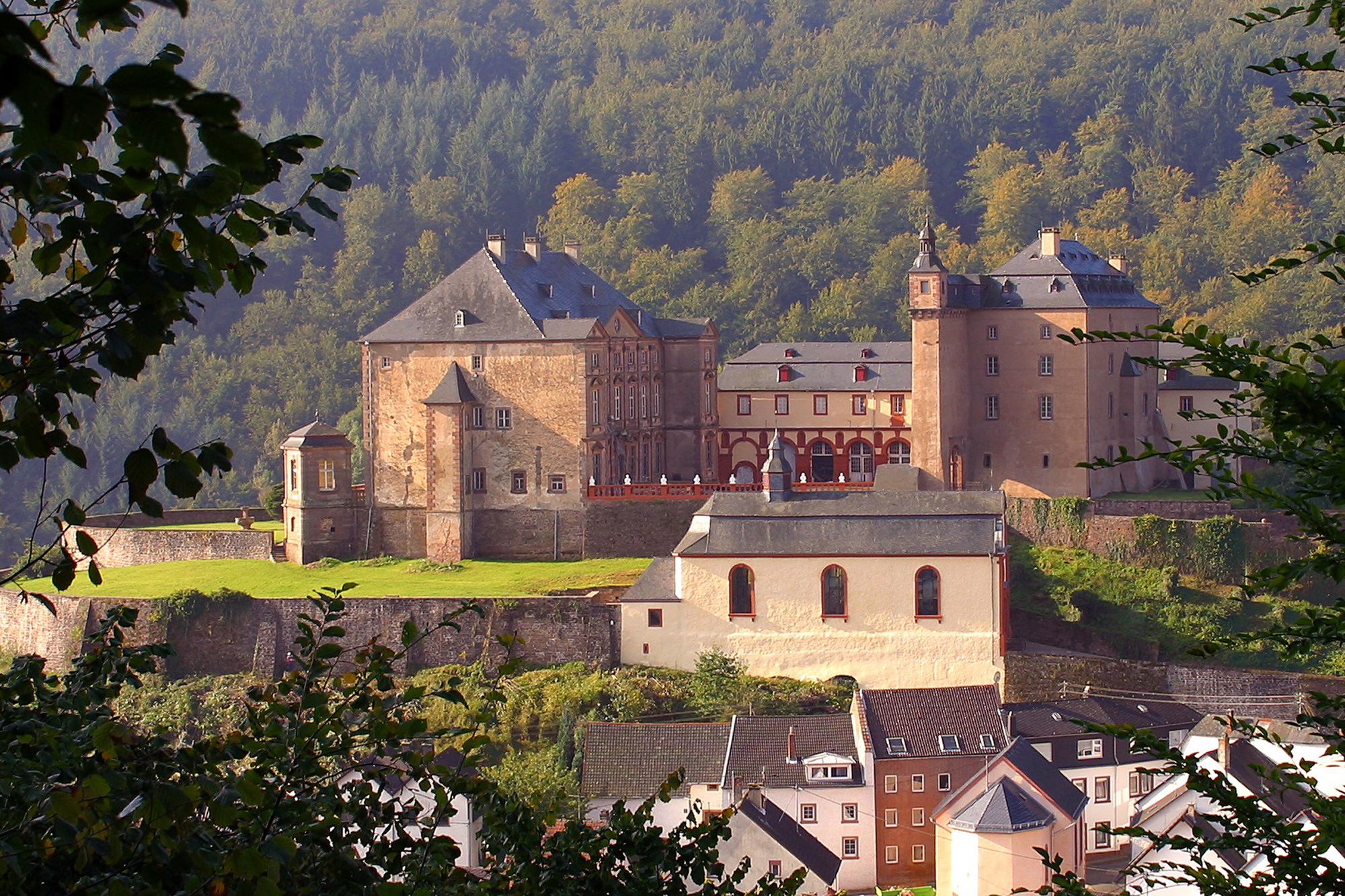
Slot Malberg

Verbandsvrije stad:  Bitburg